# Балада о повратку
Балада о повратку је југословенски филм из 1966. године. Режирао га је Арсеније Јовановић, а сценарио је писао Филип Давид.

## Улоге
| Глумац               | Улога |
| -------------------- | ----- |
| Радомир Раша Плаовић |       |
| Нада Ризнић          |       |
| Стево Жигон          |       |